# Lazar Kojić
Lazar Kojić (Servisch: Лазар Којић) (Belgrado, 11 december 1999) is een Servisch voetballer die als middenvelder voor FC Hegelmann speelt.

## Carrière
Lazar Kojić speelde in Servië in de jeugd van Rode Ster Belgrado, FK GSP Polet Dorćol en FK Brodarac waarmee hij ook in de UEFA Youth League speelde. In de winterstop van 2018 werd hij door Fortuna Sittard overgenomen van FK Brodarac, en tekende hij een contract tot medio 2022. Hij debuteerde voor Fortuna op 2 februari 2018, in de met 2-0 verloren uitwedstrijd tegen FC Volendam. Hij kwam in de 63e minuut in het veld voor Jorrit Smeets. Met de club promoveerde hij in het seizoen 2017/18 naar de Eredivisie. Eind augustus 2018 werd Kojić voor het seizoen 2018/19 verhuurd aan FK Bačka, maar na een half jaar werd deze verhuurperiode al beëindigd. Fortuna verhuurde hem gelijk daarna tot medio 2021 aan FK Radnik Surdulica, eveneens uitkomend in de Superliga. Hier werd hij een vaste waarde, maar miste hij veel wedstrijden door een gebroken been. Deze verhuurperiode werd in 2020 beëindigd, waarna hij transfervrij naar FK Proleter Novi Sad vertrok.

### Statistieken
| Seizoen                       | Club                  | Land           | Competitie     | Competitie | Competitie | Beker | Beker | Totaal | Totaal |
| Seizoen                       | Club                  | Land           | Competitie     | Wed.       | Dlp.       | Wed.  | Dlp.  | Wed.   | Dlp.   |
| ----------------------------- | --------------------- | -------------- | -------------- | ---------- | ---------- | ----- | ----- | ------ | ------ |
| 2017/18                       | Fortuna Sittard       | Nederland      | Eerste divisie | 8          | 0          | 0     | 0     | 8      | 0      |
| 2018/19                       | Fortuna Sittard       | Nederland      | Eerste divisie | 0          | 0          | 0     | 0     | 0      | 0      |
| 2018/19                       | → FK Bačka            | Servië         | Superliga      | 6          | 0          | 0     | 0     | 6      | 0      |
| 2018/19                       | → FK Radnik Surdulica | Servië         | Superliga      | 12         | 0          | 1     | 0     | 13     | 0      |
| 2019/20                       | → FK Radnik Surdulica | Servië         | Superliga      | 2          | 0          | 0     | 0     | 2      | 0      |
| 2020/21                       | FK Proleter Novi Sad  | Servië         | Superliga      | 17         | 0          | 1     | 0     | 18     | 0      |
| Carrièretotaal                | Carrièretotaal        | Carrièretotaal | Carrièretotaal | 45         | 0          | 2     | 0     | 47     | 0      |
| Bijgewerkt op 19 januari 2021 |                       |                |                |            |            |       |       |        |        |